# Abdul Aziz Lutfi Akbar
Abdul Aziz Lutfi Akbar (sinh ngày 14 tháng 2 năm 1994) là một cầu thủ bóng đá người Indonesia hiện tại thi đấu ở vị trí tiền vệ cho PSMS Medan ở Liga 1.

## Sự nghiệp
Vào tháng 1 năm 2015, Abdul Aziz gia nhập đội bóng ở Futsal Super League là Libido FC Bandung. Abdul cũng thi đấu cho FKB (Futsal Kota Bandung) năm 2013.

### Persiba Balikpapan
Anh có màn ra mắt trước Arema Cronus ở vòng đầu tiên mùa giải 2016 và có bàn thắng đầu tiên trước Persegres Gresik United ở vòng 9.